# 塞伦加蒂不该丧命
《塞伦加蒂不该丧命》（德語：Serengeti darf nicht sterben）是德国导演伯恩哈德·格日梅克于1959年拍摄的一部纪录长片。
伯恩哈德·格日梅克的儿子，电影摄影技师迈克尔·格日梅克在拍摄地塞伦盖蒂国家公园遇难。该片于1959年获得奥斯卡最佳纪录长片奖。